# Супермен (филм из 1978)
Супермен (енгл. Superman) је суперхеројски филм из 1978. у режији Ричарда Донера и први од четири филма у којима улогу Супермена игра Кристофер Рив.

## Радња
На планети Криптон, Џор-Ел, члан владајућег Криптонског високог савета, открива да ће планета убрзо бити уништена када њено црвено сунце експлодира. Упркос свом инсистирању, не успева да у то увери остале чланове савета. Да би спасао свог новорођеног сина, Кал-Ела, Џор-Ел га лансира у свемирском броду ка Земљи, планети са погодном атмосфером где ће му његова густа молекуларна структура у комбинацији са жутом Сунчевом светлошћу пружити надљудску снагу и друге моћи. Недуго након лансирања, криптонско сунце експлодира, уништивши планету.
Свемирски брод се сруши на Земљу у близини Смолвила, у Канзасу. Кал-Ела, који је сада већ трогодишњак, проналази брачни пар без деце, Џонатан и Марта Кент, који су запањени када он сопственим ручицама подигне њихов камионет. Кентови га усвоје и на својој фарми одгоје као своје дете, наденувши му име Кларк (по Мартином девојачком презимену).
Петнаест година касније, у својој 18. години, недуго након смрти свог усвојеног оца Џонатана од инфаркта, Кларк чује телепатски "позив" и открије светлуцави зелени кристал у остацима свог свемирског брода, сакривеним у амбару. Кристал га натера да отпутује до Арктика, где сагради Тврђаву самоће, налик криптонској архитектури. Унутра, холограм Џор-Ела објашњава Кларково право порекло и наредних 12 година га обучава употреби својих моћи и разлозима због којих га је послао на Земљу, након чега Кларк напусти Тврђаву носећи плаво-црвену одећу са црвеним огртачем и породичним амблемом на прсима и, у циљу прикривања свог правог идентитета, запошљава се као новинар у Дејли планету, у Метрополису, где упознаје колегиницу Лоис Лејн, у коју ће се касније и заљубити.
Лоис доживљава хеликоптерску несрећу где су конвенционални видови спасавања немогући. Кларк први пут на очиглед јавности употреби своје моћи да би је спасао, на запрепашћење масе пролазника-посматрача. Након још неколицине спасилачких акција, "чудо са огртачем" стиче светску славу. Наредне вечери Кларк посећује Лоис у њеном пентхаус-стану и лети с њом над градом, дозволивши јој да га интервјуише за свој чланак у Дејли планету, у којем му даје надимак "Супермен".
У међувремену, криминални геније Лекс Лутор сазнаје за заједничку пробу нуклеарних пројектила Армије Сједињених Држава и Америчке ратне морнарице. Он потом купује хиљаде ари безвредног пустињског тла на западу и репрограмира оба нуклеарна пројектила (снаге 500 мегатона) предвиђена за тестирање: један да експлодира унутар раседа Сан Андреас, а други на непознатој локацији.
Знајући да би Супермен могао да спречи његов план, Лутор закључује да је један метеорит, који је пронађен у Адис Абеби, заправо делић планете Криптон и да је радиоактиван по Супермена. Након што он, његов саучесник Отис и девојка Ив Тешмахер дођу до делића метеорита, Лутор намами Супермена у своју подземну јазбину и открије свој план да потопи све западно од раседа Сан Андреас у Тихи океан, чиме би Луторово пустињско тло постало нова Западна обала. Лутор изложи Супермена минералу из метеорита, криптониту, чиме га драстично ослаби, а потом обелодани да је други пројектил преусмерен на исток, ка Хакенсаку, у Њу Џерзију. Тешмахер је престрављена, јер њена мајка живи у Хакенсаку, али Лутор не мари за то и оставља Супермена да лагано умре. Знајући његову репутацију држања дате речи, Тешмахер спасава Супермена под условом да се прво позабави пројектилом упућеним ка Хакенсаку; Супермен невољно пристаје. Након што га Тешмахер ослободи, Супермен баци пројектил усмерен ка Хакенсаку у свемир, због чега не стиже на време да спречи експлозију унутар раседа Сан Андреас, изазвавши велики земљотрес широм Калифорније. Супермен, међутим, успева да "завари" расед и тиме спречи потонуће тла западно од њега у Пацифик.
Док је Супермен заузет спасавањем других, Лоисин аутомобил упада у пукотину у тлу од једног од накнадних потреса, а Супермен не стиже на време да је спасе. Разгневљен због немоћи да је спасе, Супермен одлучи да прекрши Џор-Елово раније упозорење да не сме да манипулише људском прошлошћу, определивши се да уместо тога услиши савет свог усвојитеља Џонатана Кента: да је он вероватно ту "с разлогом", и почне да облеће Земљу огромном брзином у смеру супротном њеном окретању, вративши време неколико минута уназад, да би спречио Лоисину смрт. Након што спасе Западну обалу, Супермен односи Лутора и Отиса у затвор.

## Улоге
| Глумац        | Улога                          |
| ------------- | ------------------------------ |
| Марлон Брандо | Џор-Ел                         |
| Џин Хекман    | Лекс Лутор                     |
| Кристофер Рив | Кал-Ел / Супермен / Кларк Кент |
| Марго Кидер   | Лоис Лејн                      |
| Нед Бејти     | Отис                           |
| Џеки Купер    | Пери Вајт                      |
| Карк Маклур   | Џими Олсен                     |
| Глен Форд     | Џонатан Кент                   |
| Филис Такстер | Марта Кент                     |
| Валери Перајн | Ив Тешмахер                    |
| Марија Шел    | Вонд-А                         |
| Сузана Јорк   | Лара                           |
| Теренс Стамп  | генерал Зод                    |
| Сара Даглас   | Урса                           |
| Џек О`Халоран | Нон                            |
| Џеф Ист       | млади Кларк Кент               |
| Дајана Шери   | Лана Ланг                      |

## Зарада
- Зарада у САД - 134.218.018 $
- Зарада у иностранству - 166.000.000 $
- Зарада у свету - 300.218.018 $